# 藏军
藏军（藏語：དམག་དཔུང་བོད་）字面上主要是指西藏歷來建立的軍隊，這裏主要是指由1912年到1959年間存在于藏區的陆军，受西藏噶厦政府领导。

## 历史
清朝统治时期就有藏军，归属甘丹颇章政权的噶厦管理，清廷委派駐藏大臣指挥节制。从1912年因汉地发生辛亥革命，各地军阀陷入连年混战，西藏第十三世达赖喇嘛趁机完全控制了藏军，1913年成立了藏军司令部，同时发表《告民众书》宣布西藏独立，西藏政府驱逐了清军（主要是川军）。:62
清軍被逐出藏後，藏軍初期沿用中式訓練，同時試用日式、俄式與英式訓練。青木文教將日軍的步兵操典譯為藏文，從陸軍戶山學校畢業的矢島保治郎負責日式訓練，並由他設計建造了能容納2000人的日式營房。布里亚特蒙古軍官丹巴坚赞（Tenpai Gyaltsen）負責俄式訓練。藏人用英語進行英屬印度式的訓練。1916年夏，甘丹頗章政府舉行了歷時四天的閱兵式，由達賴喇嘛本人主持，檢閱了俄式、英式、日式和中蒙混合式藏軍，結果政府決定此後藏軍仿效英軍，在英国人的帮助下，西藏军队的管理、训练、装备、服装全为英式，连操练口令都用英語。1919年，达赖喇嘛请求英国人在江孜成立了军官训练学校，由驻江孜商务委员的英籍军官担任教官，藏军各部队的甲本、定本等轮流到軍校受训，每次50名，为期半年左右，然后返回自己的部队训练士兵。藏军军官来此训练一直到1924年。
除了衛藏外，康區格魯派大寺大金寺的僧军按照藏军编制，组成一个代本的兵力，接受甘丹頗章政府的指揮，政府授与青狮白象军旗一面，发给英製步枪500支，子弹250,000发。該部隊參與了康藏戰爭。
1914年白朗部下從甘肅進入藏區騷擾時，藏軍將其趕回甘肅。

### 康藏戰爭
西藏政府計劃收回所有历史上藏族居住的领土，包括被中國劃歸川邊特別區（後為西康省）和中華民國的藏区。藏军在西藏地區的军事实力占主导地位。當時四川与云南军阀之间因为争奪轄區开战，川军的军事力量有限，因此藏军进攻时，四川军阀的轄區逐渐被西藏噶厦政府控制。1917年至1922年在兩次康藏戰爭中，昌都等川边特别区被藏军攻佔之后，朵麦基巧移駐昌都。在英国代表台克满（Eric Teichman）的调解下，中方代表刘赞廷与藏方代表朵麦基巧強巴旦達双方于8月19日签定《昌都停战条约》，决定停火。
藏军也多次跟中国国民党军队及其下的青海军阀馬家軍展开边境战。在1932年至1933年青藏戰爭中，藏军被馬家軍和川軍聯手击败，因此也失去整个康區除昌都以外的地區，使得长江北部成为事实边境。

### 昌都战役
1950年10月6日，中国人民解放军先头部队渡过澜沧江，与昌都地区的藏军战斗接触。南路解放军第53师第157团在师副政委苗丕一的指挥下于10月8日由牛古渡、角登、竹巴笼渡口强渡金沙江，10月9日击溃竹巴笼藏军第九团守军第一连（20余人）后，沿空子顶、莽岭，经古树村向宁静县城逼近。 1950年10月11日下午15时许，藏军第9团代本德格·格桑旺堆带着心腹等人，在宁静城外古雪村迎接解放军157团先遣小分队，表示率部放下武器，打开县城城门。当天下午，格桑旺堆见到157团政委冉宪生，格桑旺堆提出：
1. 保证属下全体官兵的人身安全，照顾他们的衣食住行；
2. 保送我的3个子女到内地学习，并关照他们未来的前途；
3. 允许我做一个普通百姓。

53师政委苗丕一建議18軍用起义方式處理，結果由張克宇股長協助格桑旺堆寫成起义電報，發給中央人民政府毛泽东主席、朱德总司令。藏军第9代本共343人，其中有代本一人，如本二人，甲本三人，定本十余人，医生两人。编制为两个营四个连，每连三个排，直属的警卫排、后勤排、号排。

### 解放軍入藏
1951年5月23日，中央人民政府和西藏政府代表在北京举行了签字仪式，签订了《中央人民政府和西藏地方政府关于和平解放西藏办法的协议》。协议第八条规定：“西藏军队逐步改编为人民解放军，成为中华人民共和国国防武装的一部分。”西藏军区尚存的11个藏军团约9,300人进行了精减，遣散6,000余人的老弱病残者，保留了比较精良的藏军第一团、第二团、第三团、第四团、第五团、第六团、第九团，共计七个团约3,300余人。藏军的驻防地不变。中央驻藏代表张经武与达赖喇嘛商议：为执行协议中的军队条款，西藏噶厦军队必须易旗和换装，达赖同意了这个决定。1952年2月11日上午在拉萨正式换装授予军旗。1955年9月27日中央军委授予西藏军区第一副司令阿沛·阿旺晋美、第二副司令朵噶·彭措绕杰中将军衔。1956年4月15日西藏军区举行授衔仪式，藏军司令凯墨·索南旺堆被中央军委授予少将军衔。西藏军区则代表国防部授予：
- 藏军第一团团长彭措扎西上校军衔
- 藏军第二团团长扎白·多杰才旦、桑颇·登增顿珠中校军衔
- 藏军第三团团长奴马·敏久多吉中校军衔
- 藏军第四团团长朵噶·索朗多杰中校军衔
- 藏军第六团团长俊巴·才仁多吉中校军衔。
- 藏军第九团团长德格·格桑旺堆兼任昌都警备区副司令被授予大校军衔。

1956年9月1日，藏军第一至六团连、营长集体盟誓，反对改革，准备反抗，改编工作未能进行。

### 1959年西藏騷亂
1959年3月21日，藏军第一至六团大部分参与了藏人武裝起義。根据中共中央军委指示，参加反抗的藏军全部被解除武装，就地遣散。

## 編制
十三世達賴喇嘛設立馬基康（藏語：དམག་སྤྱི་ཁང，威利转写：dmag spyi khang），即藏軍總司令部，為藏軍的最高指揮機關，總攬全藏軍務。下設扎康（軍械局）、頗康（供給局）、洛局康（訓練局）等機構，分別掌管藏軍的武器裝備、後勤供給及軍事訓練等，但出兵作戰等重大事務須呈報噶廈政府、達賴喇嘛批准。馬基康的「馬基」即總司令，常設僧、俗職各1人，由達賴喇嘛任命，一般以三品扎薩克充任。首任總司令為擦絨·達桑占堆，副總司令為赤门·罗布旺杰。
藏军編制的最大單位稱为“玛噶”，字意为“兵营”、“营房”，相当于团。“玛噶”最大者1500人，稍大者1000人，多数为500人。开始只有十个团，按藏文三十个字母的顺序，藏军各部分别称为：
1. 噶当玛噶—第一团
2. 卡当玛噶—第二团
3. 喀当玛噶—第三团
4. 咬当玛噶—第四团
5. 贾当玛噶—第五团
6. 恰当玛噶—第六团
7. 甲当玛噶—第七团
8. 惹当玛噶—第八团
9. 打当玛噶—第九团
10. 地当玛噶—第十团

1950年秋冬的昌都战役前后，扩编到16个团“玛噶”，增加了第11、13、14、15、16、17团。因为藏语里12是病的意思，不吉利，所以没有12团的编制。
乾隆五十七年（公元1792年）《钦定藏内善后章程》规定了藏军的编制：
1. 每一「代本」(藏語：མདའ་དཔོན，威利转写：mda' dpon，也音譯為「戴琫」或「代奔」)管一「瑪噶」500名兵，相当于团长。「代本」意为掌箭官或弓箭长，每一代本以下设兩名「如本」。代本的官衔品级，此前均为世袭制。福康安建议由驻藏大臣和达赖喇嘛挑选年轻有为者充任，并发给执照，四品官。[1]:464[22]
2. 每一「如本」管一「如喀」（藏意为队伍，营）250名兵，每一如本以下设兩名「甲本」。「如本」意为部队长（相当于营长）。
3. 每一「甲本」管125名兵，每一甲本以下设五名定本。甲校（藏意为百人单位），长官为甲本—藏意为百伕长（相当于连长）。
4. 每一定本管25名兵。定校、协敖（藏意为小单位），长官为定本—藏意为分队长（相当于排长）
5. 九校（藏意为十人单位），长官为九本—藏意为十伕长（相当于班长）
6. 阿校（藏意为五人单位），长官为阿本—藏意为五伕长（相当于小组长）

代本由噶廈提名、達賴喇嘛批准；如本則由馬基提名，噶廈任免；如本以下則由馬基康直接任免。如本以上軍官須從貴族中選任，平民為軍官者最高可任如本。

## 武器裝備

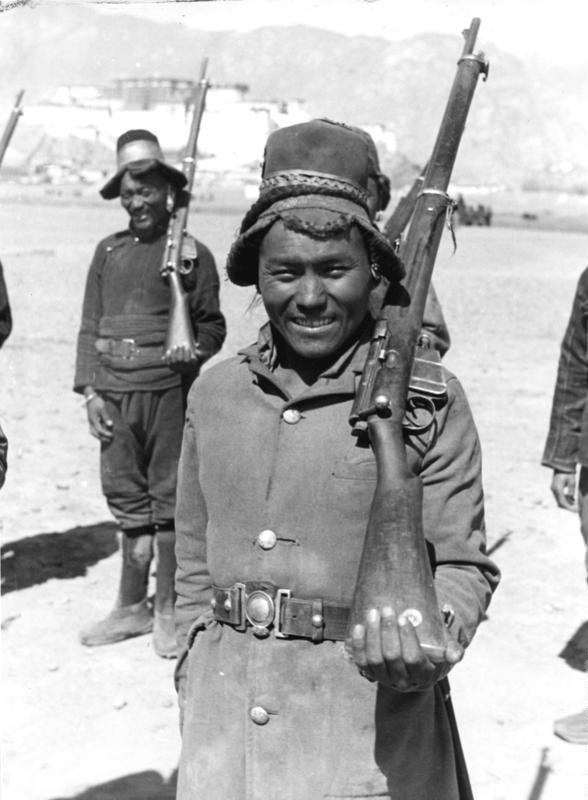
藏軍武器

藏军武器來自自製或進口。從印度進口的包括1914年5,000枝李-梅特福德步槍、50萬發子彈，1921-33年10,000枝李-恩菲爾德彈匣式短步槍、20挺路易士機槍、10門10磅彈山砲、20挺機槍，1934-41年10挺路易士機槍、4門山砲、5挺維克斯機槍、3挺訓練用機槍，1943-50年5百萬發子彈、1000發山砲砲彈、1,260枝步槍、144挺布倫輕機槍（1950年可能另有150挺）、168枝斯登衝鋒槍、42枝信號槍、2吋迫擊砲、3吋迫擊砲、2.75吋後膛山炮、榴彈砲。:1016-1017,1024
從單位標準裝備來說，每一如本、甲本、定本（即指揮25名兵以上的軍官）各有1挺輕機槍，九本（指揮10名兵以上的軍官）各有配槍，20人的布倫輕機槍班有10挺布倫輕機槍、10把手槍，5人的機槍班有1挺機槍、1把槍，10人的3吋迫擊砲班有2門3吋迫擊砲、2把槍，18人的2吋迫擊砲班有6門3吋迫擊砲、6把槍。:1025

## 圖集
- 穿制服的藏軍步兵，背景為日喀则宗山城堡。1938年。
- 駐守扎基監獄的藏軍。駐錫金政務官弗雷德里克·威廉姆森攝於1933年。
- 英國菲利普·尼姆准將檢閱藏軍的軍事演習。黎吉生攝於1936年9月。
- 1938年新年在布達拉宮前接受校閱的藏軍官兵。右上可見雪山獅子旗
- 1938年新年在布達拉宮閱兵的休息時間，藏軍享用酥油茶。
- 1938年新年裝備舊式武器的藏軍